# Działo kierunkowe
Działo kierunkowe – działo, wyrzutnia rakietowa lub wóz bojowy, dla którego oblicza się nastawy początkowe do strzelania i którego współrzędne przyjmuje się do obliczeń jako współrzędne baterii. Na przygotowanych i częściowo przygotowanych stanowiskach ogniowych dla działa kierunkowego określa się współrzędne prostokątne płaskie i wysokość bezwzględną oraz  najmniejszy celownik.
Z definicją działa kierunkowego powiązany jest też termin:
Front baterii − linia prostopadła do kierunku zasadniczego strzelania, przechodząca przez stanowisko ogniowe działa kierunkowego.